# Penangkan
Penangkan is een bestuurslaag in het regentschap Batang van de provincie Midden-Java, Indonesië. Penangkan telt 1228 inwoners (volkstelling 2010).